# Pero Afán de Ribera y Gómez
Pero Afán de Ribera y Gómez también conocido como Perafán de Ribera (Corona de Castilla, 1492 – Ciudad de México, Virreinato de la Nueva España, 1577) fue un militar español que fuera asignado en el cargo de gobernador de Nueva Cartago y Costa Rica desde 1568 hasta 1573.

## Biografía
Pero Afán de Ribera y Gómez había nacido en Castilla en 1492. Pertenecía a la familia Ribera, que entroncó con la familia Enríquez y de la cual descendieron los duques de Alcalá.  
Casó con Petronila de Paz. Se trasladó a América en 1519. Se radicó en Honduras en 1527 y fue alcalde ordinario, regidor y teniente de gobernador de la ciudad de Trujillo. En 1536, mientras servía a las órdenes de Gonzalo de Alvarado y Contreras, participó en la fundación de la ciudad de Gracias a Dios. Posteriormente fue intendente de minas de Guanajuato, cargo que asumió en 1557. En 1559 se hallaba otra vez en Trujillo, que ese año fue atacada por corsarios franceses. Aunque Afán de Ribera y sus tres hijos combatieron en la defensa de la ciudad, en el saqueo perdieron todo su patrimonio. 

## Gobernador de Costa Rica
Fue nombrado gobernador de Costa Rica por el rey don Felipe II el 19 de julio de 1566. Se trasladó por tierra desde Honduras a Costa Rica, a donde llegó en 1568 con su esposa, sus hijos Diego López de Ribera, Pero Afán de Ribera y Paz y Ruy (Rodrigo) López de Ribera, dos nietos, unos cuarenta soldados y cuatrocientas reses. En su ruta hacia la ciudad de Cartago fundó la efímera ciudad de Aranjuez y puerto de Ribera, a orillas del río Aranjuez, en la actual provincia de Puntarenas, lo cual llevó al abandono o despoblamiento de la villa de los Reyes fundada por Juan de Cavallón y Arboleda. 
Al llegar a Cartago, capital de la provincia, el 27 de marzo de 1568, encontró la ciudad sitiada por los indígenas de las vecindades, encabezados por el rey de Ujarrás, Turichiquí, pero logró derrotarlos y hacer que levantaran el asedio, después de lo cual recibió el mando de la provincia de manos del alcalde mayor Pedro Venegas de los Ríos. En los días siguientes se efectuaron correrías a varios de los pueblos sublevados y se logró someterlos de nuevo a la autoridad española. 
En enero de 1569, presionado por sus compañeros de expedición, estableció por primera vez la institución de la encomienda en el interior del territorio, aunque no tenía facultades legales para ello. En el reparto atribuyó a la Corona la encomienda sobre algunos importantes reinos indígenas, como Quepo y Pacaca, pero la distribución que hizo fue objeto de acerbas críticas, ya que dejó de lado a conquistadores que tenían varios años de estar en la provincia para favorecer a quienes habían venido con él, y además dio a su hijo Diego López de Ribera la encomienda sobre el numeroso pueblo de los Cotos o Coctus.

## La expedición a la Tierra Adentro
En enero de 1570 inició una exploración a la vertiente del mar Caribe, acompañado de su esposa, sus tres hijos, ochenta españoles y numerosos indígenas, con el propósito de fundar una nueva ciudad en la cuenca del río de la Estrella, hoy río Changuinola, donde en 1564 se habían encontrado lavaderos de oro. La expedición se prolongó durante dos años, pero no dio ningún resultado significativo y en su transcurso se pasaron infinitos trabajos y penalidades y desaparecieron varios hombres, entre ellos Pero Afán de Ribera y Paz, hijo segundo del Gobernador. Tras decidir que no era propicio establecer la fundación en la vertiente del Caribe, Afán de Ribera cruzó la cordillera de Talamanca para salir a la vertiente del Pacífico, y en las riberas del río Grande de Térraba fundó en 1571 la ciudad de Nombre de Jesús, donde falleció su esposa Doña Petronila de Paz. Desde esa ciudad envió a su hijo Diego López de Ribera a Cartago, en busca de socorros de gentes, ganados y municiones. En Cartago, el hijo del gobernador se encontró con que ante la falta de noticias de su padre, la Real Audiencia de Guatemala había nombrado gobernador interino de Costa Rica a Ortún de Velasco. Este solo pudo ejercer el cargo efímeramente, ya que ante la noticia de que Afán de Ribera estaba con vida en la ciudad de Nombre de Jesús hubo de retornar a Guatemala. 
El 28 de julio de 1571 Afán de Ribera dirigió desde Nombre de Jesús una larga carta a don Felipe II para informar de sus actuaciones en Costa Rica y de la fundación de la ciudad. También envió a su hijo Rodrigo a Guatemala, en busca de socorros, pero nada pudo obtenerse, y la ciudad tuvo que ser abandonada a principios de 1572. 
La Real Audiencia, con el propósito de ayudar a Afán de Ribera, lo nombró a mediados de 1571 como titular del corregimiento de Nicoya, inmediato a la gobernación de Costa Rica, con doscientos pesos anuales de sueldo, pero el anciano conquistador no asumió ese cargo.
A su regreso a Cartago, decidió, a petición de los vecinos, trasladar la ciudad del valle del Guarco al sitio denominado Matarredonda, al parecer en el asiento de la actual San José.

## Actuaciones posteriores
En mayo de 1573 salió de Costa Rica con su hijo Rodrigo de Ribera, para reunirse en Santiago de Guatemala con su primogénito Diego López de Ribera, y dejó la provincia de Costa Rica al mando del capitán Juan Solano y Díaz de Tapia, teniente de gobernador. En Guatemala presentó la renuncia a la gobernación de Costa Rica y en 1574 fue alcalde mayor de Zapotitlán. Se encontraba en México en 1577, cuando fue residenciado por comisión de Diego de Artieda Chirino y Uclés, gobernador de Costa Rica. 
Murió en México, alrededor de 1577.
Su hijo Pero Afán de Ribera y Paz logró sobrevivir al extravío en las selvas de la Tierra Adentro y en 1605 participó en la fundación de la ciudad de Santiago de Talamanca y recibió la encomienda de Viceita. Pereció a manos de los indígenas térrebes y quequexques, a fines de ese año o a principios de 1606.
El historiador costarricense Ricardo Fernández Peralta publicó una biografía suya con el título de Reinado de Felipe II. Pero Afán de Ribera.